# اندیس پاز نو
پاز نو یک اندیس فلزی است که در حوالی شهر شهرکرد استان چهارمحال و بختیاری قرار دارد و مادهٔ معدنی موجود در آن، سرب و روی است.  